# Jak Alnwick
Jak Alnwick, född 17 juni 1993, är en engelsk fotbollsmålvakt som spelar för Cardiff City. Även hans äldre bror Ben Alnwick är en professionell fotbollsmålvakt.

## Karriär
Alnwick debuterade för Newcastle United i Premier League den 6 december 2014 i en 2–1-hemmavinst över Chelsea, där han byttes in i halvtid för skadade Rob Elliot.
Den 30 januari 2017 värvades Alnwick av skotska Rangers, där han skrev på ett 3,5-årskontrakt. Den 23 juli 2019 lånades Alnwick ut till Blackpool på ett låneavtal över säsongen 2019/2020.
Den 22 juni 2020 värvades Alnwick av skotska St. Mirren, där han skrev på ett tvåårskontrakt. Den 17 maj 2022 värvades Alnwick av Cardiff City, där han skrev på ett tvåårskontrakt. I september 2023 förlängde Alnwick sitt kontrakt i klubben till 2025.